# Třída Harukaze
Třída Harukaze byla lodní třída torpédoborců Japonských námořních sil sebeobrany. Skládala se ze dvou jednotek, sloužících v letech 1956–1985.

## Stavba
Celkem byly v letech 1954–1956 postaveny dvě jednotky této třídy. Objednány byly v rámci programu z roku 1953, tedy ještě před vznikem samotných japonských námořních sil sebeobrany.
Jednotky třídy Harukaze:
| Jméno             | Založení kýlu     | Spuštěna       | Vstup do služby   | Status                                                             |
| ----------------- | ----------------- | -------------- | ----------------- | ------------------------------------------------------------------ |
| Harukaze (DD-101) | 15. prosince 1954 | 20. srpna 1955 | 26. dubna 1956    | od 27. března 1981 pomocná loď (ASU-7002), vyřazen 5. března 1985  |
| Jukikaze (DD-102) | 17. prosince 1954 | 20. září 1955  | 31. července 1956 | od 27. března 1981 pomocná loď (ASU-7003), vyřazen 27. března 1985 |

## Konstrukce

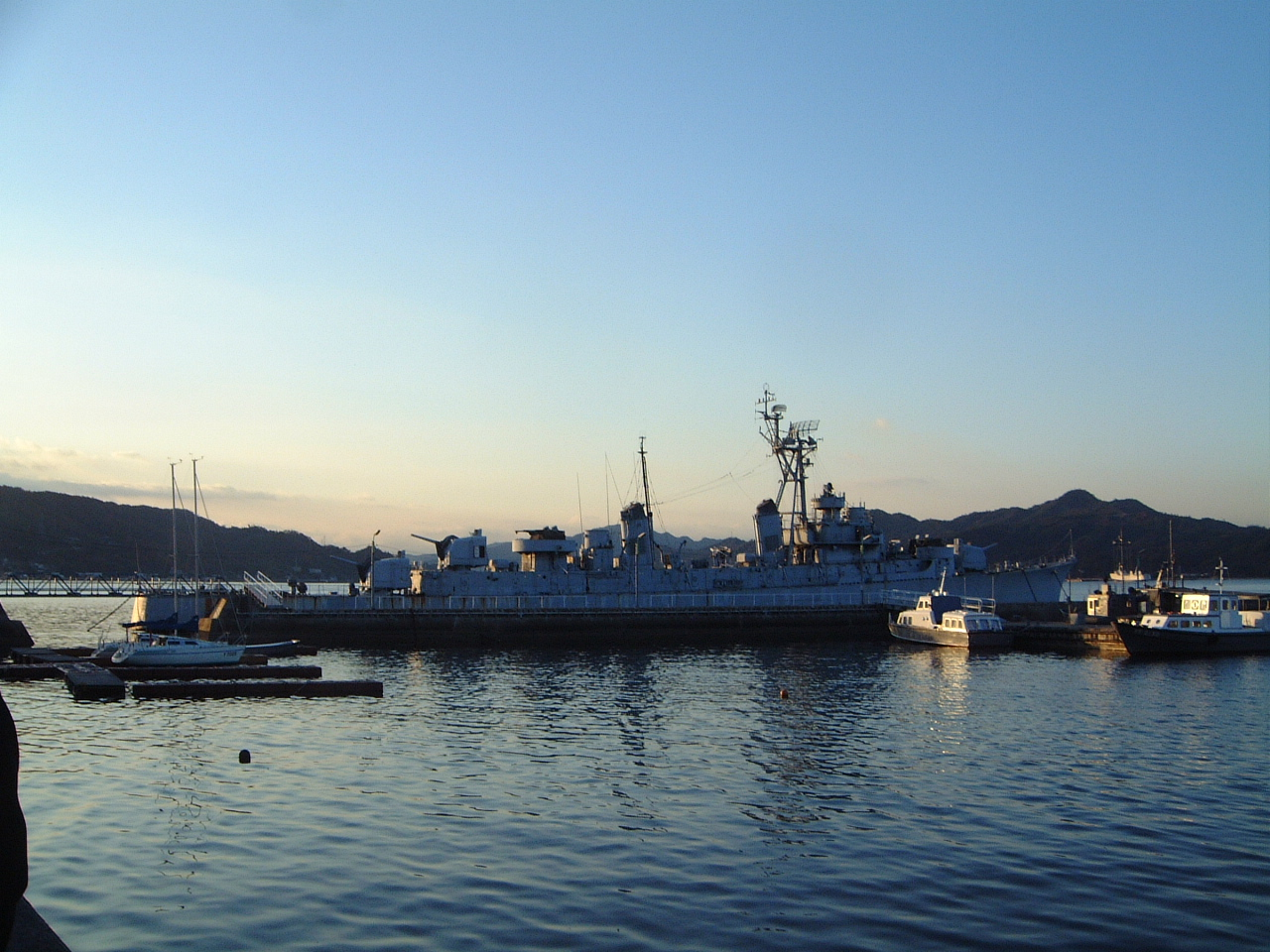
Harukaze (DD-101)

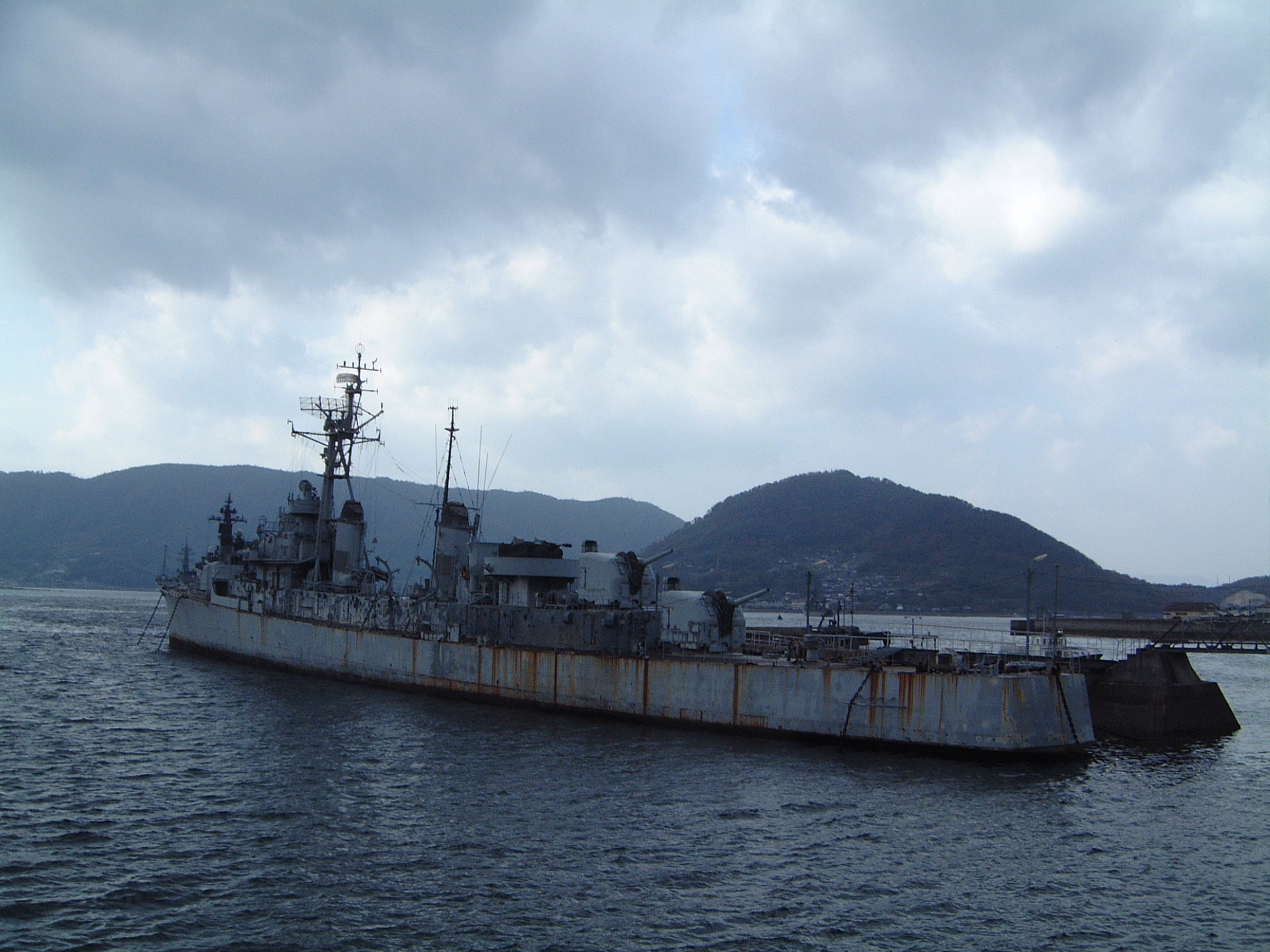
Harukaze (DD-101)

Torpédoborce byly vyzbrojeny třemi 127mm kanóny v jednodělových věžích. Sekundární výzbrojí bylo osm 40mm kanónů Bofors. Protiponorkovou výzbroj tvořily dva salvové vrhače hlubinných pum Hedgehog, osm klasických vrhačů a jedna skluzavka hlubinných pum. Plavidla nesla radary SPS-6B, OPS-37 a trupový sonar SQS-11. Pohonný systém tvořily dva kotle a dvě převodové turbíny o výkonu 30 000 shp, pohánějících dva lodní šrouby. Zatímco Harukaze měl turbíny Mitsubishi/Escher Weiss a kotle Hitachi/Babcock, Jukikaze poháněly turbíny Westinghouse a kotle Combustion Engineering. Nejvyšší rychlost dosahovala 28 uzlů.

### Modernizace
V roce 1958 byla výzbroj rozšířena o dva jednohlavňové 324mm protiponorkové torpédomety, pro torpéda MK 32. Roku 1975 byl Jukikaze používán pro zkoušky vlečného sonaru SQA-4. Z plavidla byla mimo jiné odstraněna zadní dělová věž, čtyři vrhače a jedna skluzavka hlubinných pum. Roku 1980 byla výzbroj plavidel redukována na jeden 127mm kanón a čtyři 40mm kanóny a následně byly oba torpédoborce převedeny mezi pomocné jednotky.